# Kenney Jones

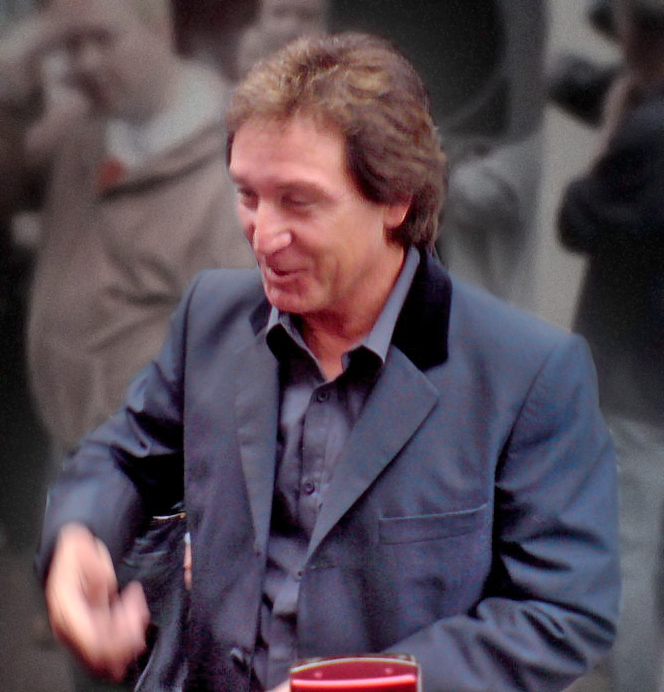
Kenney Jones 2007

Kenney Jones (* 16. September 1948 in Stepney, London) ist ein britischer Schlagzeuger.

## Leben
Jones nahm im Alter von 13 Jahren das Schlagzeugspiel auf und wurde zwei Jahre später Studiomusiker. Mitte der 1960er-Jahre war er Mitglied der Band The Pioneers, aus der später die Mod-Band Small Faces hervorging. Als nach vier Albenveröffentlichungen der Sänger Steve Marriott die Band verließ, benannte sich die Gruppe um den neuen Sänger Rod Stewart und den Gitarristen Ron Wood in Faces um. Nachdem Stewart eine Solokarriere begann und Wood zu den Rolling Stones gewechselt war, spielte Jones einige Jahre als Studiomusiker, unter anderem für Joan Armatrading und Andy Fairweather-Low.
Nach dem Tod des The-Who-Schlagzeugers Keith Moon entschied sich Pete Townshend bei der Wahl eines Nachfolgers für Jones. Nach den zwei Studioalben Face Dances und It's Hard und der Live Doppel-LP Who's Last löste sich die Band 1984 auf. Bei den einmaligen Konzerten für Live Aid und bei den British Phonographic Industry Awards Ceremony in der Royal Albert Hall 1988 trat Jones zum letzten Mal gemeinsam mit The Who auf. Bei den späteren „Reunions“ von The Who wurde Jones zunächst durch Simon Phillips (auf der 89er-Tommy-Tour) und ab 1996 von Ringo Starrs Sohn Zak Starkey ersetzt.
Jones war zu Beginn der 1990er-Jahre kurzzeitig Mitglied der Band The Law mit Frontmann Paul Rodgers. Zuvor wirkte er an Soloalben von Pete Townshend als Studiomusiker mit. Anfang der 2000er-Jahre gründete er zunächst die Kenney Jones Band, die 2002 die Single It's All About the Children veröffentlichte, an der Ronnie Wood und Paul Young mitwirkten.  Im Jahr begann die Band aus Jones, Robert Hart (Ex-Bad-Company) und Rick Wills (Ex-Foreigner) unter dem neuen Namen Jones Gang mit den Aufnahmen für ein Album, dies wurde 2005 unter dem Namen Any Day Now veröffentlicht. Weder das Album noch die von Russ Ballard und Robert Hart komponierte Single Angel konnten nennenswerte Charterfolge verbuchen.
Kenney Jones ist Vater von sechs Kindern aus zwei Ehen. Sein Sohn Jesse starb im November 2024.